# Sasa
Sasa é um género botânico pertencente à família Poaceae.